# Panzerzug Talabtschanin
Der Panzerzug Talabtschanin (russisch Бронепоезд Талабчанин Bronepojesd Talabtschanin) war ein Panzerzug der Weißen Armee aus der Zeit des Russischen Bürgerkrieges von 1919.

## Geschichte
Am frühen Morgen des 18. Mai 1919 besetzte die Nord-Westliche Armee der Weißen Armee die Stadt Moloskowizy. Unter Umgehung der rechten Flanke, gelang es Truppen dadurch Vruda zu erobern. Dort konnten sie 700 Gefangene und zahlreiche Ausrüstungsgegenstände erbeuten. Darunter auch Dampflokomotiven und gepanzertes Rollmaterial. Daraus bildeten die Truppen den Panzerzug Talabtschanin. Dieser wurde zum einen nach dem 3. Schützenregiment Talab benannt, welches das Material erbeutete. Zum anderen erfolgte die Benennung nach dem Personal des Panzerzuges, das aus Freiwilligen von der Insel Talabsk im Peipussee stammte.

## Technische Daten

### Lokomotive
Der Typ der Dampflokomotive ist nicht bekannt. Sie war jedoch nur teilweise am Führerstand durch außen angebrachte Platten aus Blech gepanzert.

### Artilleriewagen
Der Panzerzug Talabtschanin verfügte über mindestens einen zweiachsigen Artilleriewagen. Dieser Wagen war komplett mit Platten aus Blech gepanzert und verfügte auf dem Dach über einen Beobachtungsstand. An der Stirnseite war ein Öffnung für ein Marinegeschütz auf einer festen Lafette.

### Maschinengewehrwagen
Hinter dem Artilleriewagen befand sich ein Maschinengewehrwagen. An beiden Seiten befanden sich drei Schießscharten für Maschinengewehre oder Handfeuerwaffen. Auch dieser Wagen war zweiachsig und wurde komplett mit Blechplatten gepanzert.

### Sturmwagen
Hinter der Dampflokomotive und einem normalen Personenwagen, befanden sich vier Güterwagen. Diese dienten für Material und dem Transport eines Infanterie-Sturmzuges, welcher bei Bedarf ausbooten konnte.

### Abstoßwagen
Am vorderen Ende des Zuges befand sich ein zweiachsiger Flachwagen, welche als Abstoßwagen fungierte. Er dient dazu, den Panzerzug vor Minen oder Entgleisung zu schützen und Gefahren vor den wichtigen Wagen zu beseitigen. Zusätzlich dienten sie zum Transport von Material wie Schienen, Bahnschwellen, Fahrrädern oder sonstigem Material.

## Einsatz
Als im August 1919 die Rückzugskämpfe der Weißen Armee begannen, unterstützte der Panzerzug die Sicherung der ausweichenden Truppen. Dabei zerstörte er Gleise und liegen gebliebenes Rollmaterial auf der Eisenbahnstrecke zwischen Wolossowo und Jamburg. Nachdem die Weiße Armee Jamburg verloren hatte, wurde der Panzerzug Talabtschanin nach Pskow beordert und zusammen mit dem Panzerzug Admiral Essen als letzte Verteidigungslinie genutzt. Die Angriffe wurden immer heftiger und stärker, wodurch sie die Weiße Armee zurückziehen musste und der Panzerzug Talabtschanin die letzte Einheit war, welche Pskow verließ. Während des Rückzuges zerstörten beide Panzerzüge weiterhin Gleise und liegengebliebenes Rollmaterial.
Für den Herbst 1919 war eine Gegenoffensive gegen Petrograd geplant. Dazu wurden die Truppen durch den Panzerzug Talabtschanin, den Panzerzug Admiral Koltschak, den Panzerzug Admiral Essen und den Panzerzug Pskowitjanin unterstützt. Der Vormarsch lief jedoch nicht wie geplant, da mehrere Brücken durch zurückweichende bolschewistische Truppen zerstört wurden und die Reparaturen den Panzerzug beim Vormarsch aufhielten. Dadurch konnte der Panzerzug den Angriff auch Petrograd nicht unterstützen und stand in Richtung Gdowo-Pskow mehrere Wochen still.
Erst im November 1919, als die Brücke bei Jamburg wieder repariert war, konnte der Panzerzug den Angriff unterstützen. Der Panzerzug erreichte Weimarn bei Kingissepp. Dort wurde der Panzerzug beschossen und erhielt zwei schwere Treffer auf zwei Wagen. Dabei kamen vier Soldaten ums Leben, einer wurde schwer und mehrere andere leicht verletzt. Der Panzerzug rückte dennoch weiter nach Gdow und kämpfte die nächsten sechs Wochen in Narva. Dabei fuhren die dortigen Panzerzüge in der Nacht vor und wechselten sich ab um tagsüber wieder nach hinten zu fahren und auf die nächste Nacht vorzubereiten.
In der Nacht vom 17. auf den 18. Dezember kam es zu einem Gefecht mit einem bolschewistischen Panzerzug. Dabei gelang es dem Panzerzug Talabtschanin die Dampflokomotive des gegnerischen Panzerzug schwer zu beschädigen und so den Panzerzug zu vernichten. Weiterhin kam es zu schweren Kämpfen am Fluss Plessa. Anschließend gelangten sie auf estnisches Territorium, wo ihre Besatzungen entwaffnet und interniert wurden.

## Zugpersonal
Die Besatzung dieses Panzerzuges bestand aus 200 Soldaten, die meisten davon russische Matrosen.
- Panzerzugkommandant
  - Oberst Lew Wiktorowitsch Kamtschatow
- Maschinengewehrkommandant
  - Boris Awgustowitsch Weinberg
- Artilleriekommandant
  - Leutnant Wladimir Nikolajewitsch Domogazki
- Offiziere
  - Stabshauptmann Anatoli Fedorowitsch Osche-de-Rankur
  - Unterleutnant Modest Modestowitsch Karamyschew
  - Fähnrich Alexander Kasparowitsch Snotin
- Unteroffiziere
  - Feldwebel Alexander Petrowitsch Keman
  - Wsewolod Dmitrijewitsch Ljapunow (Kanonier)

## Zugzusammensetzung
Die Zusammensetzung des Panzerzuges wird von vorne nach hinten aufgeführt.
- Abstoßwagen
- Artilleriewagen
- Maschinengewehrwagen
- Dampflokomotive
- Personenwagen
- 4× Sturmwagen